# 宮川村立坂下小学校打保冬季分校
宮川村立坂下小学校打保冬季分校（みやがわそんりつ さかしもしょうがっこう　うつぼとうきぶんこう）は、かつて岐阜県吉城郡宮川村（現・飛騨市宮川町）に存在した公立小学校の冬季分校。

## 概要
- 現在の飛騨市宮川町打保に存在した坂下小学校の冬季分校であり、低学年（1・2年生）が通学していた。
- 小豆沢地区の児童は冬季以外の時季は、本校の坂下小学校に通学していた。

## 沿革
- 1956年（昭和31年）12月 - 宮川村大字打保に坂下小学校打保冬季分校を設置。
- 1969年（昭和44年）3月 - 廃校[注釈 2]。